# Кристенсен, Стине Фишер
Стине Фишер Кристенсен (дат. Stine Fischer Christensen; род. 1985, Копенгаген, Дания) — датская актриса театра и кино.

## Биография
Стине Фишер Кристенсен родилась в 1985 году в семье врача Йона Фишера Кристенсена и учителя Бенте Йессена, а также является младшей сестрой кинорежиссёра Пернилла Фишер Кристенсен. В 2007 году она была награждена за роль в фильме «После свадьбы» двумя датскими кинопремиями «Бодиль» и «Роберт». Она также сыграла в 2009 году заглавную роль в фильме «De vilde svaner».